# Banco Bica
Banco Bica también conocido como Bica es un banco argentino de capitales privados argentinos que opera en la región del litoral. Originalmente fue una cooperativa que se transformó en banco, pero a fines del siglo pasado vendió sus acciones y continuó operando sólo como cooperativa financiera para luego volver a ser una entidad bancaria. 
Fue la primera entidad después de la crisis de 2001 en recibir la autorización del Banco Central de la República Argentina para poder operar. Su casa central está en la ciudad de Santa Fe sobre las avenidas Aristóbulo del Valle y Blas Parera, además cuenta con tres sucursales más en dicha ciudad y en las ciudades de Reconquista y Santo Tomé,  todas pertenecientes a la Provincia de Santa Fe; en la Provincia de Entre Ríos cuenta con una sucursal en su capital, Paraná y la última sucursal se encuentra en la ciudad de Buenos Aires. Es miembro asociado de la ABAPRA (Asociación de Bancos Públicos y Privados de la República Argentina).

## Historia[1]
El Banco Bica Cooperativo Limitado comenzó a funcionar el 1 de noviembre de 1978, por la fusión de tres cajas de crédito de la región litoral: la Caja Entrerriana de Crédito de Paraná, la Cooperativa de Ahorro y Crédito de Santo Tomé y la Cooperativa del Abasto, Cooperativa de Ahorro y Préstamo Ltda. de Santa Fe. A mediados de 1979 se unieron dos cajas del norte santafesino, la de Crédito Zona Norte de Gobernador Crespo y la Caja de La Criolla de la localidad homónima.
En mayo de 1984 se amplió el servicio al sur de la provincia de Santa Fe con la fusión por absorción del Banco Intercoop C.L. con casa central en la ciudad de San Lorenzo.
El posicionamiento estratégico en el centro del país se alcanzó en abril de 1995 con la fusión por absorción del Banco Rural Sunchales Coop. Ltdo. con casa central en Sunchales, ampliándose sus sucursales hacia el Oeste de la provincia de Santa Fe y provincia de Córdoba.
En 1995 se produjo una profunda transformación en el banco. Por imposiciones contextuales y presiones ejercidas por los efectos derivados de la crisis financiera, se constituyó el Banco Bica Sociedad Anónima, con control absoluto por parte de Bica Cooperativa Limitada, quien siguió gestionando el banco y sus estrategias.
En 1997, al observarse las dificultades que se iban a presentar para las entidades del sistema financiero argentino, Bica CEML vendió la totalidad de su tenencia accionaria del Banco Bica Sociedad Anónima al Banco del Suquía S.A. A partir de allí, continuó operando como cooperativa financiera, con su capital propio y no regulada por el Banco Central de la República Argentina.

## Accionistas
La propiedad del paquete accionario del nuevo banco al momento de su refundación pertenecían en un 97% a Bica Cooperativa de Emprendimientos Múltiples Limitada (Bica CEML) y el 3% restante a Regional Trade SA, empresa controlada absolutamente por el mismo grupo económico. CEML está integrada por las siguientes empresas: Regional Trade S.A., dedicada a la comercialización nacional e internacional de productos alimenticios y de bebidas; Bica Cambio y Turismo S.A., quien ofrece servicios de compra y venta de moneda extranjera. Además, trabaja en el desarrollo y la comercialización de diferentes productos y servicios que cuentan con un importante posicionamiento en el mercado regional: Credibica, Carta 10, Bica Ágil, Seguros, Fideicomisos Financieros y Préstamos a Pymes.
En mayo de 2018 dos nuevos accionista ingresaron a la compañía, obteniendo el 25% del paquete accionario y capitalizando BICA en 30 millones de pesos. Ya que la relación entre Patrimonio Neto y Activos estaba muy deteriorada y necesitaba la inyección de fondos. Los nuevos socios son Enrique Lázaro Saufbler (se queda con el 14.7%) y Ricardo Héctor Liberman (ingresó con el 11.1%), ambos financistas de la ciudad de La Plata. Tras la capitalización, la estructura accionaria quedó conformada por Grupo Bica (ex Bica CEML, con 58.6%), Box Inv.(15.4%) y los nuevos accionistas con un 25.9%.